# 入住請敲門
《入住請敲門》（英語：The Haunted Rooms），為香港電視娛樂製作的靈異真人騷節目，節目一共有三季，首兩季由莫竣名及林千渟主持，第三季（入住請敲門4）則加入了MIRROR成員邱士縉及盧瀚霆為主持。
第一季（入住請敲門）於2017年10月9日至20日逢星期一至五22:00－22:30於ViuTV播出，主持分別光顧台灣（莫竣名）及日本（林千渟）合共十間鬧鬼酒店，第二季（入住請敲門2）於2018年7月16日至8月3日逢星期一至五22:30－23:00於ViuTV播出，主持分別光顧泰國（莫竣名）及馬來西亞（林千渟）合共十五間鬧鬼酒店，第三季（入住請敲門4）於2019年12月9日至27日逢星期一至五23:00－23:30於ViuTV播出，主持分別光顧台灣（莫竣名、林千渟、邱士縉）及日本（莫竣名、林千渟、盧瀚霆）鬧鬼酒店，並以旅客身分入住三日兩夜，同時跟周邊的居民、前酒店員工和專家秘訪酒店鬧鬼的原因，廣邀當地勇者一同過夜分享最地道最原汁原味的正版鬼故，同步徹夜直播主持入住休息實況，捕捉一切超自然的風吹草動和蛛絲馬跡。在節目拍攝期間主持曾在ViuTV的Facebook專頁直播酒店現場實況。

## 每集一覽

### 入住請敲門
| 集數 | 播映日期       | 標題         | 拍攝地點                                             |
| 1    | 2017年10月9日  | 台灣桃園     | 桃園住都大飯店                                       |
| 2    | 2017年10月10日 | 東京池袋     | 池袋太陽城王子酒店                                   |
| 3    | 2017年10月11日 | 台北西門町   | 欣欣時尚旅店、西寧國宅                               |
| 4    | 2017年10月12日 | 箱根強羅     | 翠林莊                                               |
| 5    | 2017年10月13日 | 台灣信義區   | 台北君悅酒店、飛宏象山聯誼中心旁的防空洞、六張犁墓園 |
| 6    | 2017年10月16日 | 富士山河口湖 | 山中湖新星溫泉酒店、青木原樹海                       |
| 7    | 2017年10月17日 | 台灣高雄     | 漢來大飯店                                           |
| 8    | 2017年10月18日 | 伊豆熱海     | 水葉亭                                               |
| 9    | 2017年10月19日 | 台灣台南     | 鐵道大飯店、杏林醫院                                 |
| 10   | 2017年10月20日 | 東京新宿     | 新宿華盛頓飯店                                       |

### 入住請敲門2
| 集數 | 播映日期      | 標題                                                    | 拍攝地點                                                                                  |
| 1    | 2018年7月16日 | 泰國曼谷 (I) - 猛鬼酒店                                 | Chaleena Hotel                                                                            |
| 2    | 2018年7月17日 | 馬來西亞高原 (I) - 猛鬼酒店                             | 雲頂高原彩雲閣                                                                            |
| 3    | 2018年7月18日 | 泰國芭堤雅 (I) - 鬧鬼的酒店                             | Siam Bayshore Pattaya                                                                     |
| 4    | 2018年7月19日 | 馬來西亞高原 (II) - 世界最大酒店                        | 雲頂高原彩雲閣停車場、雲頂高原第一世界酒店                                                |
| 5    | 2018年7月20日 | 泰國曼谷 (II) - 神秘A酒店 vs 猛鬼B酒店                  | Adriatic Palace Hotel（A酒店）、Bangkok Palace Hotel（B酒店）                             |
| 6    | 2018年7月23日 | 馬來西亞怡保 (I) - 公墓旁的酒店                         | 廣東義塚、Tambun Inn Hotel、巴占龍馬花園排屋                                              |
| 7    | 2018年7月24日 | 泰國芭堤雅 (II) - 大火後鬧鬼酒店                        | Jomtien Palm Beach Hotel、已荒廢大宅                                                      |
| 8    | 2018年7月25日 | 馬來西亞怡保 (II) - 鬧鬼商場旁的酒店                    | Parkson Ipoh Parade戲院、Syeun Hotel、双溪巴里组屋                                        |
| 9    | 2018年7月26日 | 泰國曼谷 (III) - 香港領隊行內秘傳猛鬼酒店               | Ibis Bangkok Sathorn、已荒廢club house                                                    |
| 10   | 2018年7月27日 | 馬來西亞吉隆坡 (I) - 酒店內為情自殺                     | Hotel Sri Puchong、Jalan Bukit Ceylon荒廢大宅                                             |
| 11   | 2018年7月30日 | 泰國芭堤雅 (III) - 床底藏屍案酒店                       | Little Court Pattaya                                                                      |
| 12   | 2018年7月31日 | 馬來西亞吉隆坡 (II) - 被封閉的25樓                      | Dynasty Hotel Kuala Lumpur                                                                |
| 13   | 2018年8月1日  | 泰國曼谷 (IV) - 網絡流傳鬧鬼，位於醫院旁的酒店          | A-One Bangkok Hotel、泰國Navanakorn荒廢醫院                                               |
| 14   | 2018年8月2日  | 馬來西亞吉隆坡 (III) - 香港團友集體撞鬼                 | Pearl International Hotel                                                                 |
| 15   | 2018年8月3日  | 泰國北碧府 - 二戰時，過萬盟軍戰俘葬生地桂河大橋附近酒店 | 春武里府地獄寺（Wang Saen Suk Hell Garden）、BambooYa、桂河大橋、泰緬鐵路（又稱死亡鐵路） |

### 入住請敲門4
| 集數 | 播映日期       | 標題                                                 | 拍攝地點                                                                       |
| 1    | 2019年12月9日  | 日本京都 - 修學旅行の試膽大會                        | 京都河原町石長松菊園溫泉酒店                                                   |
| 2    | 2019年12月10日 | 台灣桃園 - 靈異汽車旅館初體驗、山城驚魂廢棄飯店 (上) | 中壢7星國際汽車旅館、雲霄大飯店                                                |
| 3    | 2019年12月11日 | 日本沖繩 - 港人自殺及撞鬼酒店                        | 麗山海景皇宮渡假酒店谷茶灣                                                     |
| 4    | 2019年12月12日 | 台灣桃園 - 山城驚魂廢棄飯店 (下)、殯儀館旁的飯店     | 雲霄大飯店、晶悅國際飯店                                                       |
| 5    | 2019年12月13日 | 日本大阪 - 兩地網民之選                              | Hotel ichiei、假日酒店 Holiday Inn Osaka Namba（前稱Hotel Vista Grande Osaka） |
| 6    | 2019年12月16日 | 台灣台中 - 台中火車站附近的靈異飯店                  | 君瑞精品旅店（9樓-10樓）、瑞君商務旅館（11樓-12樓）                            |
| 7    | 2019年12月17日 | 日本沖繩 - 探靈機初嘗試                              | Hotel Miyuki Beach 美幸海灘酒店                                                |
| 8    | 2019年12月18日 | 台灣台北 - 港人自殺旅館                              | 璽愛旅店、獅子林新光商業大樓、日安西門城市旅店                                 |
| 9    | 2019年12月19日 | 日本沖繩 - 那霸市最古老酒店、沙膽哥挑機都市傳說      | Okinawa Hotel                                                                  |
| 10   | 2019年12月20日 | 台灣台北 - 旺區平價鬼酒店、猛鬼大樓                  | 台北富驛時尚酒店、錦新大樓（前稱時代大飯店）                                   |
| 11   | 2019年12月23日 | 日本沖繩&大阪 - 拍照禁忌、空姐點名猛鬼機場酒店       | 殘波岬皇家渡假飯店、日航關西機場酒店                                           |
| 12   | 2019年12月24日 | 台灣台中 - 畢業旅行猛鬼酒店、台灣第一鬼屋            | 海灣藝術酒店（前稱通豪大飯店）、民雄鬼屋                                       |
| 13   | 2019年12月25日 | 日本大阪 - 凶宅                                      | Hotel Mikado                                                                   |
| 14   | 2019年12月26日 | 台灣新竹&台中 - 三母子自殺飯店、棄屍命案的廢棄宮廟   | 煙波大飯店新竹都會館、台中太平開天宮                                           |
| 15   | 2019年12月27日 | 日本大阪&京都 - 通靈的308號房、手信禁忌              | 梅田關西酒店                                                                   |

- 節目播出時未有明確提及各酒店、國宅名稱，畫面上亦以馬賽克遮蓋相關地名。

## 外部連結
- ViuTV：入住請敲門 （页面存档备份，存于）
- ViuTV：入住請敲門2 （页面存档备份，存于）
- ViuTV：入住請敲門4 （页面存档备份，存于）

| 香港 ViuTV 星期一至五 22:00－22:30 · 2017年10月13日 22:15－22:45 | 香港 ViuTV 星期一至五 22:00－22:30 · 2017年10月13日 22:15－22:45 | 香港 ViuTV 星期一至五 22:00－22:30 · 2017年10月13日 22:15－22:45 |
| ---------------------------------------------------------------- | ---------------------------------------------------------------- | ---------------------------------------------------------------- |
|                                                                  | 入住請敲門 （2017年10月9日－10月20日）                           |                                                                  |
| 暗中旅行2 （2017年9月18日－10月6日）                             | 健康日記 （第1－15集） （2017年10月23日－11月10日）              |                                                                  |
| 香港 ViuTV 星期一至五 22:30－23:00                               |                                                                  |                                                                  |
| 返歸啦俄仔 （2018年6月25日－7月13日）                            | 入住請敲門2 （2018年7月16日－8月3日）                            | #返鄉下 （2018年8月6日－8月31日）                                |
| 香港 ViuTV 星期一至五 23:00－23:30                               |                                                                  |                                                                  |
| 全民造星II （22:30－23:30） （2019年9月30日－12月6日）           | 入住請敲門4 （2019年12月9日－12月27日）                          | 一切從失婚開始 （2019年12月30日－2020年1月17日）                 |